# Economia de Maurici

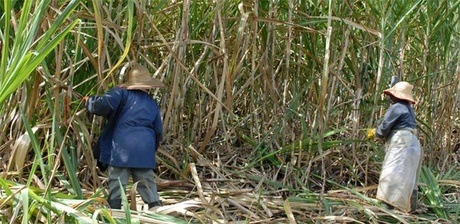
Agricultura.

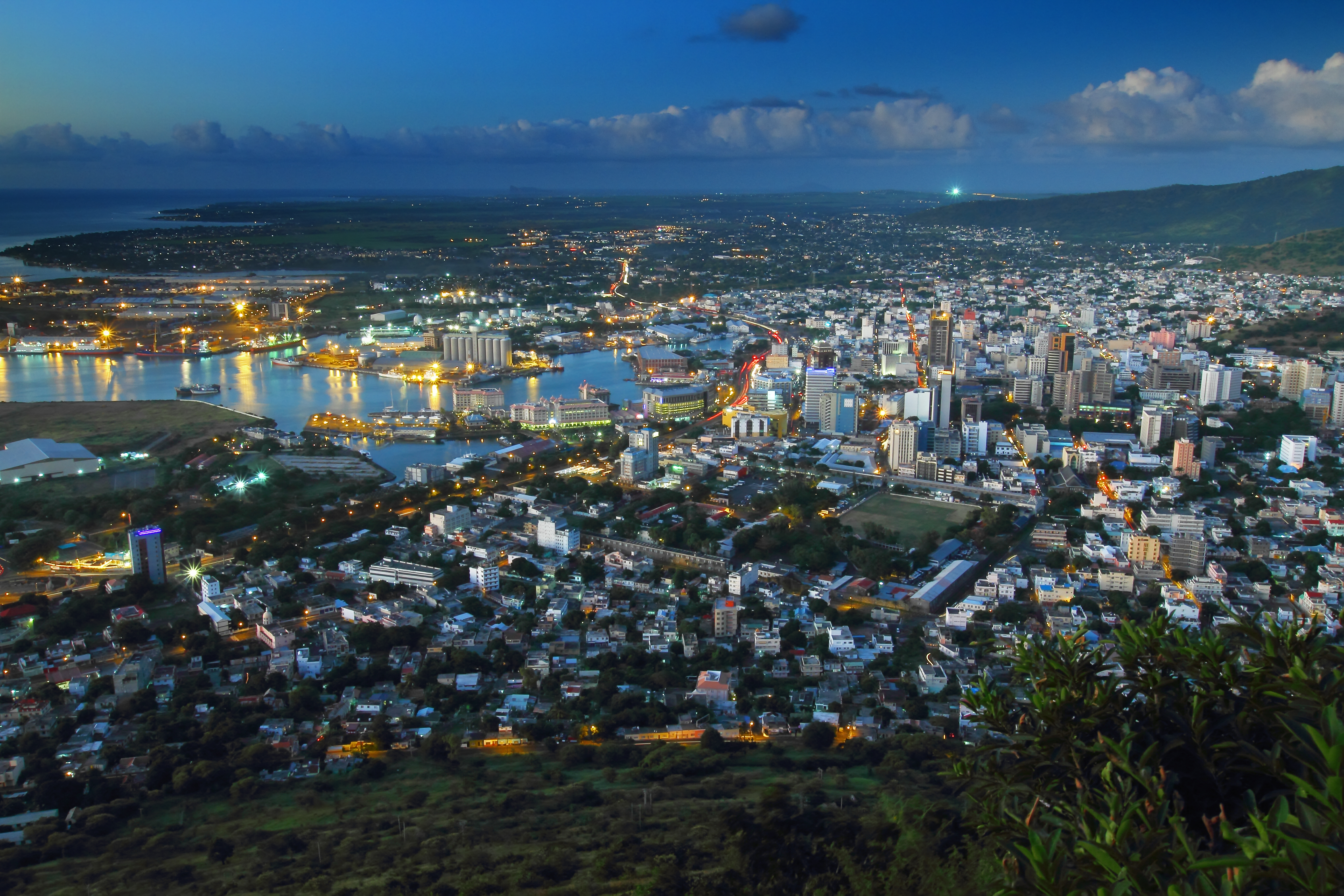
La ciutat de Port Louis.

Des de la seva independència el 1968, l'economia de Maurici - fins llavors una economia de baixa renda basada en l'agricultura - es va tornar diversificada, amb el creixement dels sectors indústries, financers i turístics. El creixement anual en gairebé tot el període va ser de 5 a 6%. Aquesta realització notable es reflecteix en una distribució de renda més justa, en l'augment de l'expectativa de vida, en la caiguda de la mortalitat infantil i en un avanç de la infraestructura del país.
L'economia depèn del sucre, del turisme i de la producció de tèxtils i robes. La canya de sucre és conreada en 90% de les terres cultivables, i representa el 15% de les exportacions.
El país va atreure més de 32.000 empreses deslocalitzades, la majoria d'elles manté comerç amb Índia, Sud-àfrica i Xina. Les inversions solament en el sector bancari han superat 1 mil milions de dòlars.